# Трой (Алабама)
Трой (англ. Troy) — місто (англ. city) в США, в окрузі Пайк штату Алабама. Населення — 17 727 осіб (2020).

## Географія
Трой розташований за координатами 31°48′7″ пн. ш. 85°57′54″ зх. д. / 31.80194° пн. ш. 85.96500° зх. д. (31.802066, -85.964912). За даними Бюро перепису населення США в 2010 році місто мало площу 71,78 км², з яких 71,55 км² — суходіл та 0,22 км² — водойми.

### Клімат
| Клімат : Трой         | Клімат : Трой | Клімат : Трой | Клімат : Трой | Клімат : Трой | Клімат : Трой | Клімат : Трой | Клімат : Трой | Клімат : Трой | Клімат : Трой | Клімат : Трой | Клімат : Трой | Клімат : Трой | Клімат : Трой |
| Показник              | Січ.          | Лют.          | Бер.          | Квіт.         | Трав.         | Черв.         | Лип.          | Серп.         | Вер.          | Жовт.         | Лист.         | Груд.         | Рік           |
| Середній максимум, °C | 13,7          | 16,1          | 20,6          | 24,8          | 28,3          | 31,4          | 32,2          | 32,0          | 30,1          | 25,3          | 20,1          | 15,5          | 24,2          |
| Середній мінімум, °C  | 1,4           | 2,8           | 6,6           | 10,9          | 15,2          | 18,9          | 20,6          | 20,6          | 18,3          | 11,8          | 6,8           | 3,2           | 11,4          |
| Норма опадів, мм      | 119           | 130           | 157           | 104           | 94            | 112           | 147           | 102           | 86            | 64            | 99            | 124           | 1341          |
| --------------------- | ------------- | ------------- | ------------- | ------------- | ------------- | ------------- | ------------- | ------------- | ------------- | ------------- | ------------- | ------------- | ------------- |
| Джерело: NOAA         |               |               |               |               |               |               |               |               |               |               |               |               |               |

## Демографія

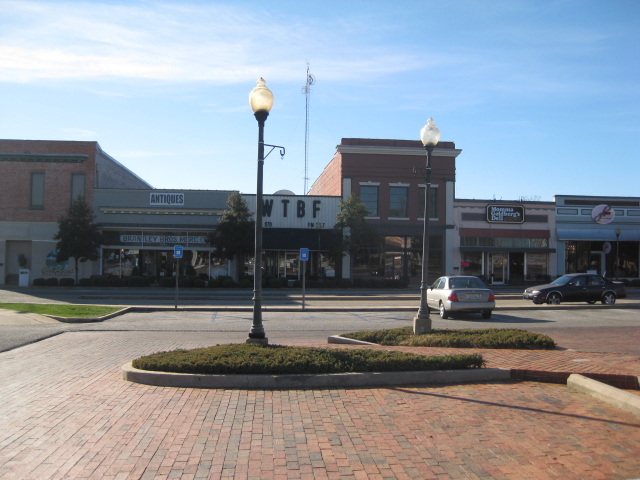
Площа в центрі Троя

Згідно з переписом 2010 року, у місті мешкали 18 033 особи в 7004 домогосподарствах у складі 3653 родин. Густота населення становила 251 особа/км². Було 7844 помешкання (109/км²).
Расовий склад населення:
| - 55,0 % — білих - 39,0 % — чорних або афроамериканців - 3,4 % — азіатів - 0,4 % — корінних американців |

До двох чи більше рас належало 1,4 %. Частка іспаномовних становила 2,0 % від усіх жителів.
За віковим діапазоном населення розподілялося таким чином: 18,3 % — особи молодші 18 років, 71,7 % — особи у віці 18—64 років, 10,0 % — особи у віці 65 років та старші. Медіана віку мешканця становила 25,0 року. На 100 осіб жіночої статі у місті припадало 88,0 чоловіків; на 100 жінок у віці від 18 років та старших — 86,5 чоловіків також старших 18 років.
Середній дохід на одне домашнє господарство становив 50 298 доларів США (медіана — 31 707), а середній дохід на одну сім'ю — 68 917 доларів (медіана — 49 202). Медіана доходів становила 36 752 долари для чоловіків та 27 427 доларів для жінок. За межею бідності перебувало 31,1 % осіб, у тому числі 33,0 % дітей у віці до 18 років та 15,1 % осіб у віці 65 років та старших.
Цивільне працевлаштоване населення становило 8658 осіб. Основні галузі зайнятості: освіта, охорона здоров'я та соціальна допомога — 28,3 %, роздрібна торгівля — 15,5 %, виробництво — 15,3 %.